# Salomé Parísio
Salomé Parísio, nome artístico de Dulce de Jesus de Oliveira (Bonito, 3 de junho de 1921 — São Paulo, 19 de junho de 2013), foi uma atriz, cantora e vedete brasileira.

## Vida pessoal
Nascida em uma família de cantores com oito irmãos, três homens e cinco mulheres, Dulce começou a cantar na igreja.

## Carreira
Em 1923, mudou-se com a família para a capital do estado, Recife, onde permaneceu até 1927. Iniciou sua carreira na Rádio Clube de Pernambuco e foi lá  que, eleita a melhor cantora da cidade, recebeu o título de O Rouxinol do Norte. Na época da Segunda Guerra Mundial, Salomé cantou para os soldados americanos que tinham bases fixadas no Brasil.
Ao se apresentar em Salvador foi descoberta por Chianca de Garcia, empresário teatral. Ele a levou para o Rio de Janeiro, onde estreou em 1947 no teatro de revista, com a peça “Um Milhão de Mulheres”, ao lado dos atores Colé e Celeste Aída. Em seguida, veio “O Rei do Samba” e “Eu Quero me Badalar”.
Em 1952, em Portugal, foi a estrela da revista “Saias Curtas”, no Cassino do Estoril. Em 1955, fez sucesso na Argentina. Anos depois, recebeu o convite de Carlos Machado para substituir Carmen Miranda (que havia falecido em 1955) nos Estados Unidos. Ela partiu em 1960 ao lado de Nelson Gonçalves, do Conjunto Farroupilha, entre outros artistas, e foi a estrela do espetáculo “Extravaganza Brasileira”, na Rádio City Music Hall, em Nova York.
Voltou ao Brasil tempos depois e foi morar em São Paulo, atuando nas rádios Cultura, Tupi, Bandeirantes, Record e Nacional, além das TVs Tupi, Cultura e Excelsior.
Também dedicou-se ao teatro e a peças sérias como “O Comprador de Fazendas”, ao lado de Dulcina de Moraes, e também atuou nas primeiras adaptações de espetáculos da Broadway feitas no Brasil, como “O Violinista no Telhado” e “Aí Vem o Dilúvio”.
Seu último trabalho em teatro foi no espetáculo “Sonhos de Vedete”, de 2003, no Teatro Itália, em São Paulo.
Ela morreu aos 92 anos após um infarto.